# オイラスブルク (シュヴァーベン)
オイラスブルク (ドイツ語: Eurasburg) はドイツ連邦共和国バイエルン州シュヴァーベン行政管区のアイヒャッハ＝フリートベルク郡に属す町村（以下、本項では便宜上「町」と記述する）で、ダージング行政共同体を構成する自治体の一つである。

## 地理

### 自治体の構成
この町は、公式には11の地区 (Ort) からなる。このうち小集落や孤立農場などを除く集落を以下に列記する。
- ブルガー
- オイラスブルク
- フライエンリート
- レーロスバッハ

## 歴史

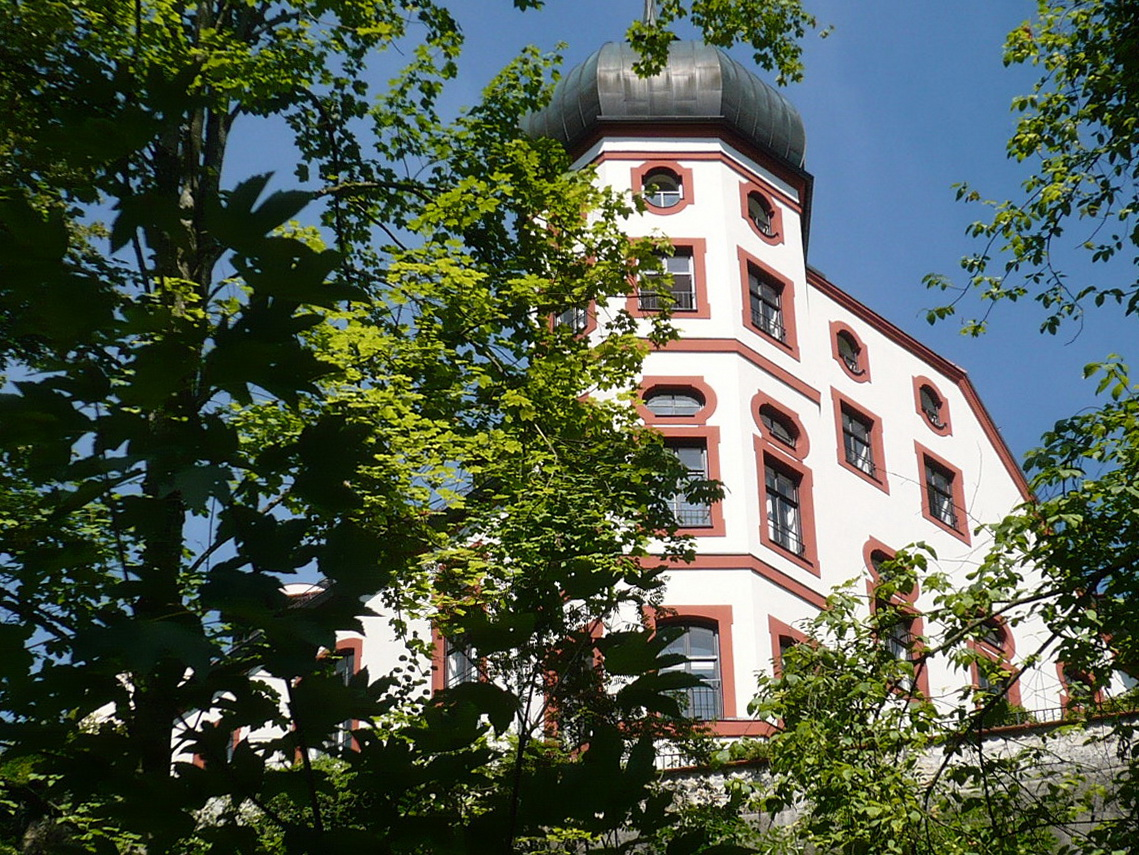
オイラスブルク城

この町は、近隣の丘陵型の墳墓が示す通り、紀元前200年のハルシュタット期には定住地が設けられていた。地名は教会の山と関連している。この山の上には城趾があり（城 = Burg)、土砂で埋もれた井戸が見つかっている。13世紀の終わり頃、ベルクフリート（城砦の主塔）の中にロマネスク様式の聖十字架教会があった。現在は、この祭壇室が拡大され教会となっている。オイラスブルクはバイエルン選帝侯領のミュンヘン会計局およびフリートベルク裁判所に属した。バイエルンの行政改革に伴う1818年の市町村令によって現在の自治体が成立した。
1760年の郵便馬車の宿駅の設置によりオイラスブルクは再び歴史書に登場することとなった。宿駅には40頭まで馬を繋ぐことができた。ミュンヘン - ダッハウ - アウクスブルクという定期馬車路線が設けられ、この町は賑やかな宿駅となり、御者、宿駅、旅行者らの金で潤った。この交通路は「片田舎の生活」と世界とを結んでいた。当時の有名人もこの町を通過していった。1777年にモーツァルト、教皇ピウス6世、1782年にはマックス・ヨーゼフ1世が宿駅の台帳に記録されている。1846年に蒸気機関がこの宿駅の終わりを告げた。これ以後、賑やかな郵便路はさほど重要でない街道に衰退していった。1911年、最後の郵便馬車が通ったとき、オイラスブルクの人口は700人ほどであった。これより以前、王立厩舎長イグナーツ・ヘッケル・フォン・ミュンヘンは1823年に学校を創設していた。オイラスブルクはリンネンタール、レーロスバッハとの学校併合を拒否し、7年後に独自の学校を建設した。1990年に町の北郊外に新校舎が建てられた。

## 行政
町長は、2014年からパウル・ライトマイアーが務めている。

### 議会
町議会は議長を務める町長と12人の議員からなる。

### 紋章
図柄: 胸壁型の境界線で青地と白地に上下二分割。上部は金の郵便ラッパ。下部は斜め十字に組み合わされた赤い斧と赤い鍵。

## 経済と社会資本

### 教育
- オイラスブルク国民学校

## 引用
1. ↑  https://www.statistikdaten.bayern.de/genesis/online?operation=result&code=12411-003r&leerzeilen=false&language=de Genesis-Online-Datenbank des Bayerischen Landesamtes für Statistik Tabelle 12411-003r Fortschreibung des Bevölkerungsstandes: Gemeinden, Stichtag (Einwohnerzahlen auf Grundlage des Zensus 2011)
2. ↑  Bayerische Landesbibliothek Online